# Lingua franca
Lingua franca, numită și franco sau sabir, a fost o limbă vehiculară mixtă folosită în bazinul Mării Mediterane, mai ales în porturi. După unele presupuneri, ar fi apărut deja în timpul cruciadelor (secolele XI-XIII), dar s-a răspândit mai ales începând cu perioada dominației economice a Veneției și a Genovei (secolul al XIII-lea), și s-a folosit până pe la mijlocul secolului al XIX-lea. Era folosită mai ales de negustorii europeni în contactele cu cei turci și arabi, dar și de marinari, precum și de diplomații francezi cu guvernanții din Alger și Tunis înainte de cucerirea franceză. A fost însușită și de creștini capturați de pirați musulmani din aceste teritorii și vânduți ca sclavi aici, și folosită cu cei care îi țineau captivi.
În general se consideră că lingua franca este aceeași limbă care a existat cu denumirea sabir. Denumirea lingua franca este latinească și italiană, fiind după unii autori, la origine, denumirea limbii latine medievale. După alții, atributul franca vine de la numele de „franci” dată europenilor în Orientul Apropiat. Termenul sabir provine de la verbul saber „a ști” din spaniolă, portugheză, catalană și occitană.
Atât denumirea lingua franca, cât și denumirea sabir au primit și sensuri mai largi, inclusiv ca termeni lingvistici. Lingua franca se folosește și cu sensul general de limbă vehiculară, adică folosită în comunicarea între vorbitori cu limbi materne diferite, inclusiv dacă nu este o limbă mixtă. În lingvistica franceză, termenul sabir se folosește și în sensul de limbă vehiculară, dar numai mixtă, iar în limbajul francez comun are și sensul peiorativ de limbaj format din elemente heteroclite, greu de înțeles.

## Caracteristici
Unii autori consideră că lingua franca sau sabir-ul este primul pidgin atestat, singurul pidgin romanic, în sensul că are lexic preponderent romanic, dar alții o deosebesc de pidginuri, care se formează de regulă numai între două limbi, sau între mai multe, dar având o singură limbă suprastrat.
Lingua franca sau sabirul mediteranean se caracterizează în primul rând prin numărul relativ mare al limbilor de proveniență a lexicului, dintre care nu se poate identifica numai una ca suprastrat. De aici generalizarea în lingvistica franceză a termenului „sabir” la limbile de acest tip, care sunt prin aceasta diferite de pidginuri. Lingua franca are cuvinte mai ales din limbi romanice: italiană, spaniolă, catalană, occitană, franceză și portugheză. Mai are și cuvinte din greacă, turcă și arabă, văzute ca împrumuturi, dacă lingua franca se consideră o limbă romanică. În schimb, numărul de domenii semantice reprezentate este foarte redus, în general la comerț și la navigație. De aceea este considerată limbă comercială, în același sens ca și pidginurile.
Această limbă nu era unitară, ci avea mai multe varietăți regionale. De exemplu, la Tunis era mai apropiată de italiană, iar la Alger – de spaniolă.
Structura sa gramaticală este rudimentară, sintaxa ei constând din câteva reguli de combinare a cuvintelor. Este mult mai analitică decât limbile sursă, ceea ce se manifestă prin următoarele trăsături:
- Nu distinge numerele substantivelor prin terminații: Questi Signor star amigo di mi „Acești domni sunt prieteni de-ai mei” (lit. „Acești domn a fi prieten de eu”).
- Numai adjectivele terminate în -o au și formă de feminin: bono, bona „bun, bună”, dar prudente „prudent, prudentă”.
- Pronumele personale nu au forme aparte pentru subiect și pentru complemente. De pildă mi înseamnă și „eu”, și „pe mine”.
- În ceea ce privește verbul:

- Exprimă numai două timpuri prin forme simple:

- Prezentul este exprimat prin forma romanică de infinitiv, dar terminat numai în -ar sau în -ir, ex. mi andar „(eu) merg”, ti andar „(tu) mergi” etc.
- Trecutul are forma romanică de participiu: mi andato „am mers”.

- Are formă personală unică, distincția de persoană făcându-se numai prin subiectul exprimat prin cuvânt aparte. De exemplu, verbul andar „a merge” are formele: mi andar, ti andar, ellou/ella andar, noi andar, voi andar, elli andar.
- Participiul are și formă de feminin, terminațiile sale fiind -ato, -ata sau -ito, -ita (ex. fazito, fazita „făcut, făcuți, făcută, făcute”).
- Acțiunea viitoare și cea dorită se exprimă cu aceeași perifrază: bisogno mi andar „voi merge” sau „să merg” (lit. „nevoie eu a merge”).
- Porunca, îndemnul se exprimă prin infinitiv fără pronume personal: andar! „du-te!, să mergem!”
- Verbul star „a fi” este și auxiliar de diateza pasivă.

Fonetismul acestei limbi este cel mai apropiat de cel al limbii italiene.

## Atestări
Lingua franca era orală. Apare totuși în scris în mod fragmentar, mai ales în pasaje mai mult sau mai puțin fanteziste din unele comedii, de Carlo Goldoni, Lope de Vega, Pedro Calderón de la Barca, Molière. În Burghezul gentilom al acestuia din urmă există un exemplu fidel de text:
| Lingua franca | Română (literal) | Română |
| --- | --- | --- |
| Se ti sabir, Ti respondir; Se non sabir, Tazir, tazir. Mi star Mufti. Ti qui star ti? Non intendir, Tazir, tazir. | „Dacă tu a ști, Tu a răspunde; Dacă nu a ști, A tăcea, a tăcea. Eu a fi Mufti. Tu cine a fi tu? Nu a înțelege, A tăcea, a tăcea.” | „Dacă știi, Răspunzi; Dacă nu știi, Taci, taci. Eu sunt muftiul. Tu cine ești? Dacă nu înțelegi, Taci, taci.” |

O sursă scrisă mai detaliată despre lingua franca este o mică lucrare apărută în 1830 fără numele autorului, care cuprinde o prefață cu o descriere sumară a limbii, un mic dicționar bilingv cu franceza și un ghid de conversație. Lucrarea se limita la lingua franca vorbită în Alger și era destinată francezilor care mergeau acolo ca să cucerească viitoarea colonie.